# Конференция ООН по изменению климата (2009)
Конференция ООН по изменению климата — 15-я конференция сторон (COP 15) РКИК и 5-я встреча сторон (MOP 5) Киотского протокола. Проходила в Белла-Центре, в Копенгагене, Дания с 7 декабря по 18 декабря 2009 года. На конференции разрабатывались действия по предотвращению изменения климата до 2012 года.
Данной конференции предшествовала научная конференция «Изменение климата: глобальные риски, проблемы и решения», которая состоялась также в Белла-Центре в марте 2009 года.

## Технологические меры

### ЮНЕП
После 5-го Магдебургского форума по окружающей среде, прошедшего 3 и 4 июля 2008 года в Магдебурге, Германия, ЮНЕП призвало создать инфраструктуру для электромобилей. На этой международной конференции 250 представителей бизнеса, науки, политики и неправительственных организаций обсуждали решения по будущим автоперевозкам под девизом «Устойчивая мобильность — Конференция ООН по изменению климата 2009».

### Технологии действующих программ
Технологией действующих программ (TAPs), в качестве средства для организации будущих усилий, были предложены технологии РКИК. Путём создания программы по адаптации и смягчению технологий, РКИК направило чёткие сигналы для частного и финансового секторов, правительств, научно-исследовательских институтов, а также людям в мире, ищущим пути решения проблемы изменения климата. Потенциальные области создания для TAPs включают: системы раннего предупреждения, расширения солёности устойчивых сортов сельскохозяйственных культур, электромобили, ветровую и солнечную энергии, эффективную энергетическую сеть, а также другие технологии.
Дорожные карты рассмотрели препятствия для передачи технологий, совместные действия в области технологий и в ключевых секторов экономики, а также поддержку Национальных мер по смягчению последствий (NAMAs) и Национальных программ по адаптации действий (NAPAs).

### Демонстрация
Компания Better Place создала в Копенгагене сеть электромобилей (EV) для демонстрации COP15 и бесплатные стоянки для COP15. Better Place и Копенгаген подписали соглашение по разработке плана перехода города от углеводородной транспортной системы к транспортным моделям, которые работают на возобновляемых видах топлива с нулевым выбросом отходов. Better Place и Копенгаген обсуждают ускоренное создание инфраструктуры по зарядке автомобилей в Копенгагене.

## Ведущий переговоры с позиции Европейского союза
28 января 2009 года Европейская комиссия опубликовала документ «На пути к всеобъемлющему соглашению климата в Копенгагене». В документе рассматриваются три основные задачи: цели и действия; финансирования [низкого углеродного развитие и адаптация]; и создание эффективного глобального углеродного рынка.
Европейский союз взял на себя обязательство осуществлять законодательство даже без удовлетворительного дела в Копенгагене. В декабре прошлого года Европейский союз пересмотрел свою систему углеродных надбавок, названную «Системой торговли выбросами» (ETS), предназначенные для пост-Киотского периода (после 2013). Этот новый этап системы направлен на дальнейшее сокращение выбросов парниковых газов в Европе в обязательном порядке и показывающий обязательства ЕС до встречи в Копенгагене. Чтобы избегать углеродной утечки перемещающихся компаний в другие регионы, не подчиняющихся аналогичному законодательству, Комиссия EС предусматривает секторы, подвергнутые международной конкуренции, которые должны будут предоставлять некоторую свободу распределения эмиссий CO2 при условии соответствия стандарту. Другие секторы следует покупать как кредиты на международном рынке. Энергоёмкие отрасли промышленности в Европе выступают за показатели этой системы с тем, чтобы держать средства в инвестиционных возможностях для низкоуглеродной продукции, а не для спекуляций. Европейской химической промышленности требуется быть ближе к нуждам граждан на устойчивой основе. Для выполнения обязательств по низкоуглеродной экономике требуется конкурентоспособность и инновации.

## Общественные действия
Датское правительство и ключевые промышленные организации вступили в государственно-частное партнёрство, чтобы продвигать датские решения по чистым технологиям. Партнёрство, Климатический консорциум Дании, интегрированная часть официальной портфолио деятельности до, во время и после COP15.
Как отмечал Ф. Кастро: «Зверские репрессии сил полиции в отношении мирных манифестантов напоминали поведение нацистских штурмовиков, оккупировавших Данию в апреле 1940 года. Чего никто не мог себе представить, — это того, что 18 декабря 2009 года, в последний день Саммита, он был прерван датским правительством — союзником НАТО и связанным с бойней в Афганистане, — чтобы отдать главный зал Конференции в распоряжение президента Обамы, где имели эксклюзивное право выступать только он и избранная группа приглашенных, всего 16 представителей. Обама произнес обманную и демагогическую речь, полную двусмысленностей, которая не подразумевала каких бы то ни было обязывающих решений и игнорировала Рамочный киотский протокол».

## Официальные встречи по переговорам до Копенгагена
Проект текста для переговоров в Копенгагене был опубликован. Он обсуждался на ряде совещаний до Копенгагена.

## Распределение по выбросам (по странам)
| Регион         | 1990→2020    | Примечание       |
| -------------- | ------------ | ---------------- |
| Австралия      | -4 до −24 %  | CO2-e w/- LULUCF |
| Бразилия       | +5 до −1,8 % |                  |
| ЕС             | -20 до −30 % |                  |
| Россия         | -20 до −25 % |                  |
| Новая Зеландия | -10 до −20 % |                  |
| Канада         | -3 %         |                  |
| США            | -18 % −1,3 % |                  |
| Япония         | -25 %        |                  |
| ЮАР            | -18 %        |                  |

### Австралия
Сократить выбросы углерода на 25 % ниже уровня 2000 года к 2020 году, если мир согласится амбициозного глобального соглашения по стабилизации уровня СО2 до 450 млн или меньше. Это соответствует 16 % сокращении до 450 млн или меньше.
Сократить выбросы углерода на 15 % ниже уровня 2000 года к 2020 году, если будут достигнуто соглашение, где большинство развивающихся экономик в совершении существенному ограничению выбросов с развитой экономикой возмут на себя обязательства сопоставимые с Австралией. Это соответствует 5 % сократить ниже уровней 1990 года по 2020 год..
Четко указано в заседании Сенатом Австралии

### Бразилия
Уменьшить эмиссии углерода на 38-42 % с уровней 2005 года до 2020 года. Это эквивалентно уменьшению на от −5 % до 1,8 % с уровней 1990 года.

### Индия
Уменьшить интенсивность эмиссий углерода на 20-25 % с уровней 1990 года до 2020 года.

### Канада
Уменьшить эмиссии углерода на 20 % с уровней 2006 года до 2020 года. Это эквивалентно уменьшению на 3 % с уровней 1996 года.

### Россия
Уменьшить эмиссии углерода на 20-25 % с уровней 1990 года до 2020 года, если достигнуто глобальное соглашение, обязывающее другие страны к сопоставимым уменьшениям эмиссий.

### Соединённые Штаты Америки
Уменьшить эмиссии парниковых газов на 17 % с уровней 2005 года к 2020 году, на 42 % к 2030 году и на 83 % к 2050 году.

### Сингапур
Уменьшить эмиссии углерода на 16 % к 2020 году, основанных на среднем производственном уровне.

### Япония
Уменьшить эмиссии парниковых газов на 25 % с уровней 1990 года до 2020 года.